# Moïse Maïmonide
Ne doit pas être confondu avec Nahmanide, dit le Ramban.
« Maïmonide » redirige ici. Pour les autres significations, voir Maïmonide (famille) et Maimon.
Moshe ben Maïmon, plus couramment connu en français sous le nom de Moïse Maïmonide (hébreu : הרב משה בן מימון HaRav Moshé ben Maïmon ; arabe : أبو عمران موسى بن ميمون بن عبد الله القرطبي اليهودي Abou Imran Moussa ibn Maïmoun ibn Abdallah al-Kourtoubi al-Yahoudi « Moïse fils de Maïmoun ibn Abdallah le cordouan juif » ; grec ancien : Μωυσής Μαϊμονίδης Moyses Maïmonides) et mentionné dans la littérature juive sous une forme vocalisée de l'acronyme formé à partir des lettres hébraïques initiales de Rav Moshe Ben Maïmon (RMBM) : HaRambam (הרמב"ם , transcrit en français : « Le Rambam »), né à Cordoue (Espagne actuelle) le 30 mars 1138 et mort à Fostat (Égypte actuelle), le 13 décembre 1204, est un rabbin séfarade du XIIe siècle, considéré comme un savant religieux et l'une des plus éminentes autorités rabbiniques du Moyen Âge.
Talmudiste, commentateur de la Mishna, jurisconsulte et décisionnaire, il est l’auteur du Mishné Torah, l’un des plus importants codes de loi juive.
Philosophe, métaphysicien et théologien, il entreprend comme son contemporain Averroès une synthèse entre la révélation et la vérité scientifique, laquelle est représentée de son temps par le système d'Aristote dans la version arabe d’Al-Fârâbî.
Médecin de cour et astronome, il publie aussi des traités dans ces domaines qui accroissent son prestige parmi ses contemporains.
Dirigeant de la communauté juive d'Égypte, il s’emploie à juguler l’influence du karaïsme et répond aux questions et requêtes de centres aussi éloignés que l’Irak et le Yémen.
Il est cependant accueilli avec plus de circonspection voire d’hostilité en France et en Espagne, où ses écrits et son rationalisme sont sujets à controverse des siècles durant. L'histoire retiendra néanmoins de lui une appréciation positive, comme en témoigne son épitaphe :  

« De Moïse à Moïse [Maïmonide], il n’y en a aucun comme Moïse. »

Il est l’une des rares autorités juives à avoir influencé les mondes arabo-musulman et chrétien, notamment le dominicain Thomas d'Aquin, qui le surnomme « l’Aigle de la Synagogue ».

## Biographie

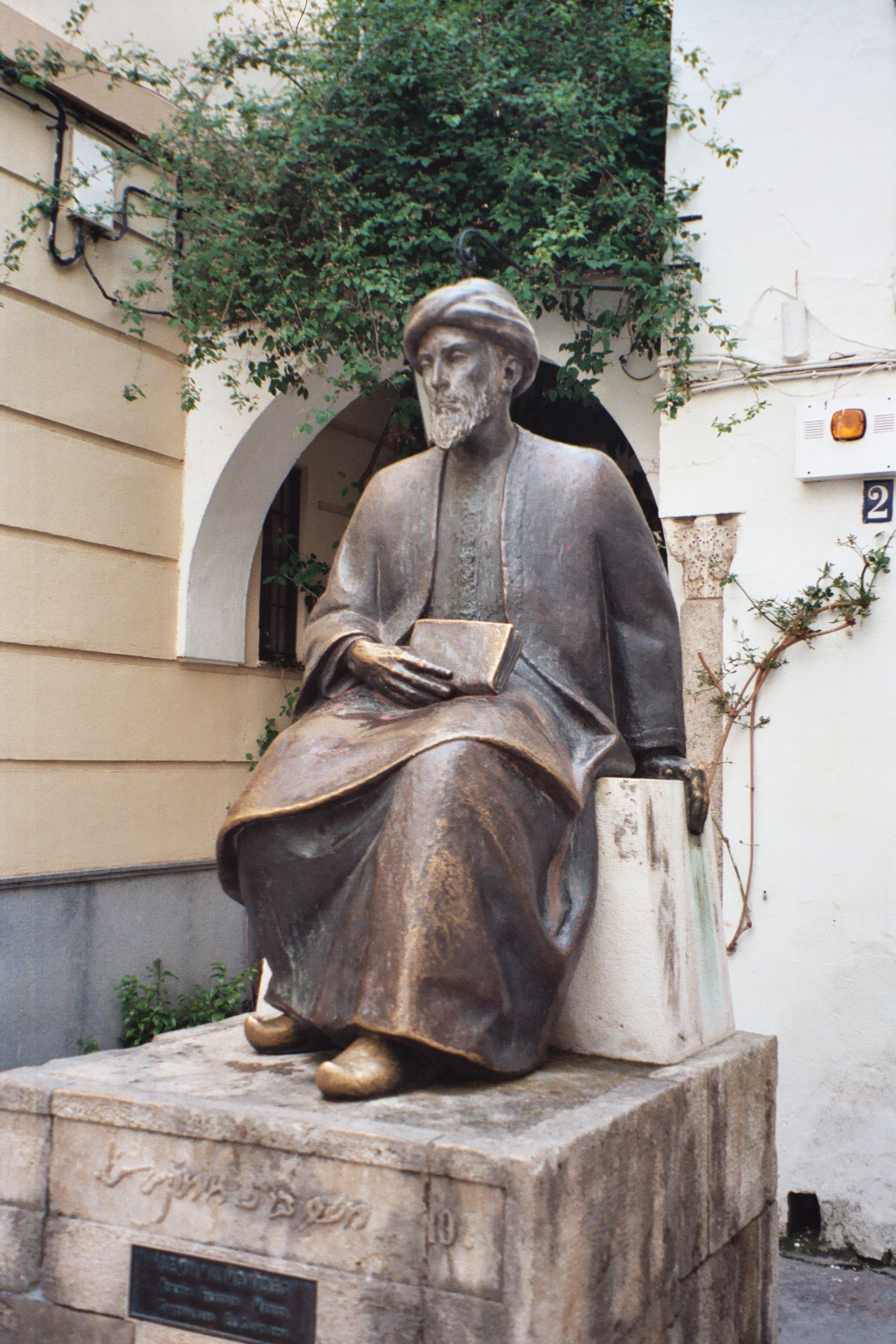
Statue de Maïmonide dans l’ancienne Juderia de Cordoue.

Moshe ben Maïmon naît à Cordoue en Espagne actuelle en 1138, qui est alors sous la domination de la dynastie berbère d'Afrique du nord des Almoravides. Sa famille a pris le nom d’Ibn Abdallah, et siège au tribunal rabbinique de la ville depuis sept générations. Son père, Rabbi Maïmon ben Yossef HaDayan, est une autorité respectée, consultée de part et d’autre de la communauté juive arabophone. Il assume, après la mort de son épouse, le parentage de Moïse, et lui transmet les enseignements du rabbin espagnol Joseph ibn Migash, que Maïmonide désigne dans ses écrits comme son maître, bien qu’il soit mort alors que Moïse avait trois ans. Maïmonide se considère aussi comme le disciple des maîtres de Joseph ibn Migash, Isaac Alfassi et Hananel ben Houshiel, et il acquiert une connaissance solide des enseignements de Samuel ben Hofni, l’un des derniers gueonim, qui influencera sa méthode. Il manifeste aussi un intérêt précoce pour les sciences et la philosophie grecque, qu’il dit avoir lues avec le fils de Jabir Ibn Aflah dans les traductions arabes.

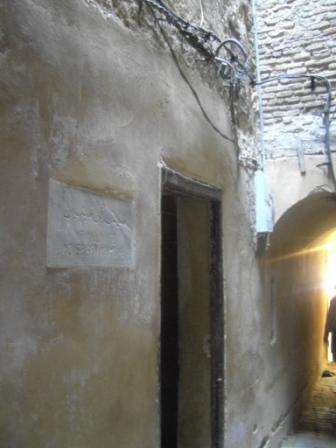
La maison de la famille Maïmoun à Fès.

Alors qu’il a 10 ans, Cordoue est conquise par les Almohades, qui entendent revenir à un islam sans compromis avec les influences extérieures. Il ne peut donc y avoir sur leurs possessions de non-musulmans. La dhimma qui imposait à ces derniers un statut de citoyens inférieurs mais leur accordait dans le même temps une mesure de protection pour peu qu’ils s’acquittent de leurs tâches, est abolie et ils n’ont dès lors plus pour choix que la mort, la conversion à l'islam ou l’exil.
La famille Ibn Abdallah, qui comprend désormais un fils David et une fille dont nous ne connaissons pas le nom, erre dans le sud de l’Espagne pendant dix ans avant de rejoindre Fès au Maroc en 1159 ou 1160. Elle y demeure environ cinq ans, au cours desquels Maïmonide aurait fréquenté l’université Al Quaraouiyine,, jusqu’à ce que la ville ne devienne à son tour le théâtre de disputes et persécutions sur fond d’intolérance religieuse, et que le rabbin Yehouda Hacohen Ibn Shoushan, directeur de l’académie talmudique locale, ne meure en martyr pour avoir refusé la conversion à l’islam. La famille fait route vers la terre d’Israël dix jours plus tard, en 1165. 
Le parcours singulier des Ibn Abdallah, qui se dirigent vers le centre du pouvoir de la dynastie almohade plutôt que de le fuir, suscite des légendes — dont l’une d’elles, inspirée de l'histoire de Rabbi Shimon bar Yohaï, raconte que Maïmonide dut se cacher sept ans dans une grotte pour échapper à la vindicte — mais aussi des interrogations sur une éventuelle conversion de la famille à l’islam, fût-ce du bout des lèvres, pendant cette période.

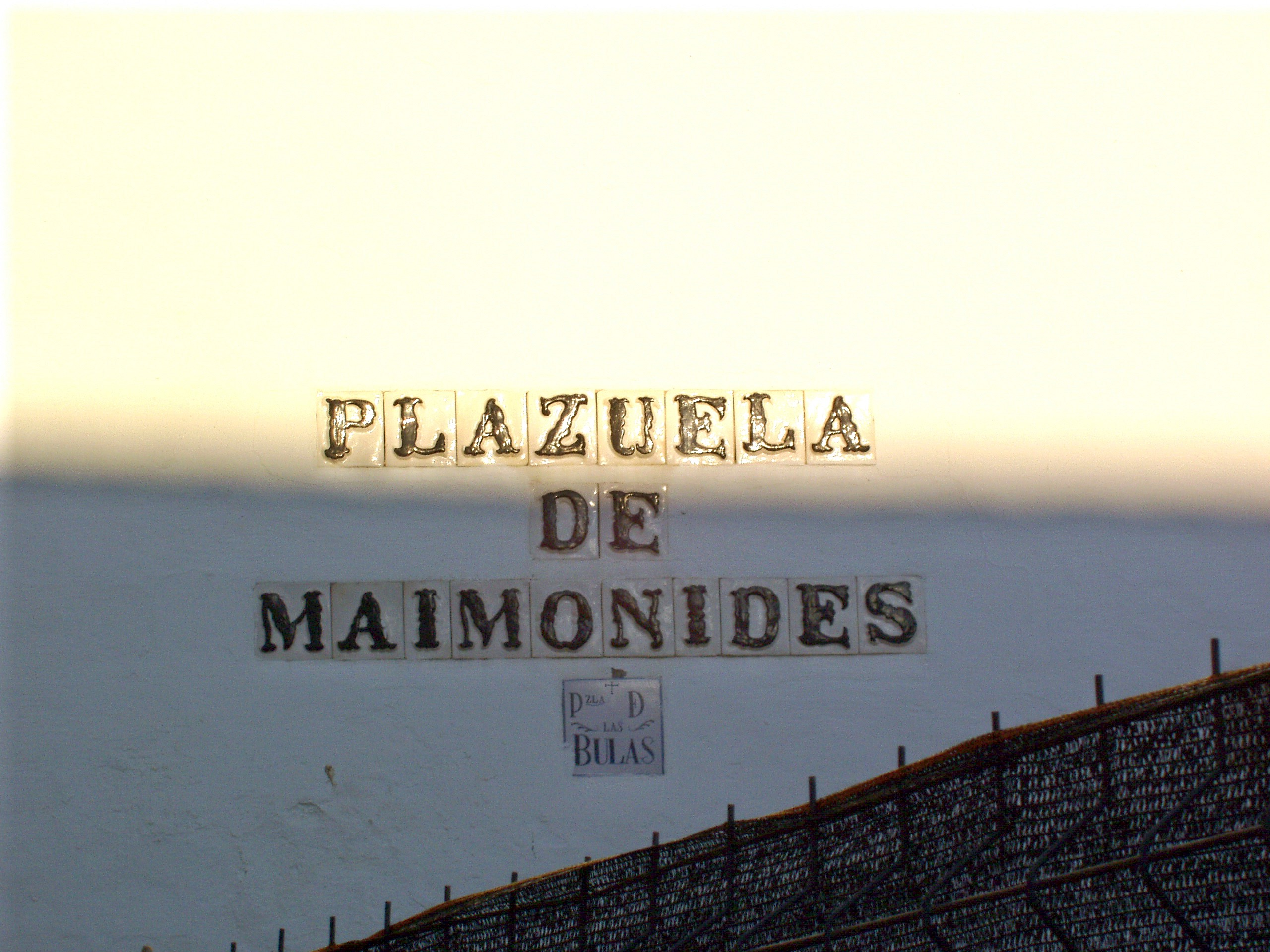
Place de Maimonide à Cordoue

Rabbi Maïmon et sa famille sont accueillis par le rabbin Yefet ben Eliyahou, dirigeant de la communauté de Saint-Jean d’Acre (Akko), avec lequel il était probablement en relation épistolaire. Il les mènera cinq mois plus tard en pèlerinage sur le mont du Temple à Jérusalem, ainsi que dans le tombeau des Patriarches à Hébron. Moïse Maïmonide se fait connaître du monde juif lorsqu’il joue un rôle instrumental dans la rescousse des Juifs de Bilbéis, pris en otage lors du siège de cette ville par le roi Amaury ; accomplissant le devoir religieux de rédemption des captifs ((en)Pidyon shvuyim), Maïmonide correspond avec cinq communautés de Basse-Égypte, obtient d’eux la rançon réclamée, et fait parvenir la somme par deux juges, dépêchés en Palestine pour négocier la libération avec les Croisés. Les Ibn Abdallah reprennent une nouvelle fois la route vers l’Égypte, contraints à ce choix par la précarité des conditions de vie à Saint-Jean d’Acre, à moins que le rôle joué par Maïmonide dans la rédemption des Juifs de Bilbéis ne lui ait ouvert de nouvelles perspectives. Rabbi Maïmon, son père, meurt à Fostat, et son corps est rapatrié à Tibériade pour être enterré en terre d'Israël.
D’Alexandrie, Maïmonide, son frère David et sa sœur, font route vers Fostat, en périphérie du Caire, où il est nommé Raïs al Yahoud (« dirigeant des Juifs ») vers 1171.

Tout en assurant la direction spirituelle de la communauté juive, Maïmonide publie un lexique de logique à l’intention des Juifs de langue arabe, et un commentaire sur la Mishna qui affermissent sa réputation, consacrant ses journées à l’étude tandis que David assure leur subsistance par le commerce de pierres précieuses.

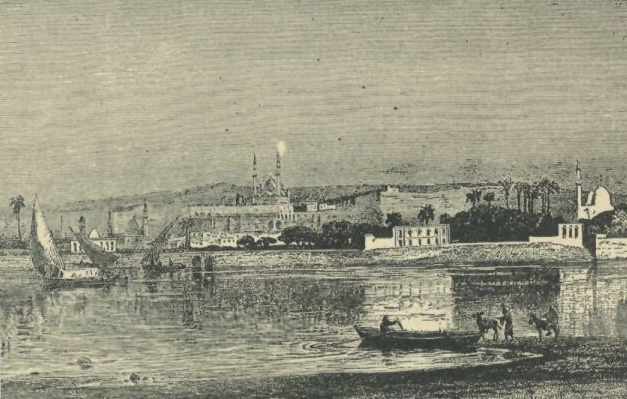
Fostat au début du XXe siècle

Vers 1177, le jeune frère de Maïmonide, déjà marié et père d’une fille, se rend sur les instructions de son frère au port d’Aidhab, au Soudan. Peu impressionné par ce qu’il y trouve, il décide de tenter sa chance aux Indes mais l’embarcation qui l’y emmène sombre corps et biens. Après une longue période de deuil, Maïmonide, qui ne souhaite pas monnayer ses connaissances en Torah ou en philosophie, choisit d’exercer la médecine qu’il avait commencé à étudier à Cordoue puis à Fès. Il devient médecin attitré du vizir Al Qadi al Fadil, secrétaire de Saladin, puis du fils du sultan et du reste de sa famille. C’est au cours de cette période de sa vie, qu’il décrit à Samuel Ibn Tibbon comme harassante, que Maïmonide rédige le meilleur de son œuvre. Après avoir perdu sa femme et sa fille dans une épidémie, il se remarie avec la fille de Mishaël Halevi et donne naissance à un fils, Avraham Maïmonide, qui succédera à son père à la tête de la communauté juive d’Égypte et s’illustrera également comme médecin et penseur éminent.
Maïmonide meurt à Fostat, mais aurait demandé et obtenu d’être enterré à Tibériade, aux côtés de son père (d’autres traditions situent cependant sa tombe en Égypte et même à Fès).

## Œuvre

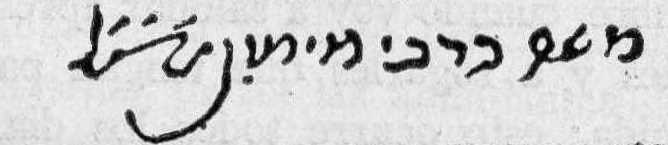
Signature de Maïmonide.

Moïse Maïmonide est l’auteur d’une abondante littérature légale, sous la forme de commentaires ou d’épîtres mais aussi d’un code accessible au tout-venant, conçu pour remédier à la dispersion millénaire des règles de la pratique juive et devenu presqu’immédiatement l’un des socles de la Loi juive. Il compose également de nombreux traités sur les sciences, fort appréciés des savants de son temps ainsi qu’une somme philosophico-théologique où il entend concilier science et foi et qui constitue, hors du monde juif, son apport le plus important à ce jour[Quand ?]. Maïmonide y expose une doctrine assez similaire à celle d’Averroès où la recherche sans préjugés de la « vérité scientifique » n’amène pas, malgré les nombreuses différences entre Moïse et Aristote, à exclure Dieu mais à mieux connaître sa perfection.

### Œuvres précoces
Maïmonide compose dans sa jeunesse plusieurs esquisses en hébreu rabbinique ; elles n’ont pour la plupart pas été conservées et ne sont connues que par des mentions dans quelque pièce de correspondance, comme un projet de traité sur les points difficiles du Talmud de Babylone ou par des fragments, comme un compendium des lois du Talmud de Jérusalem, analogue à celui d’Isaac Alfassi sur le Talmud de Babylone. Deux œuvres échappent cependant au lot commun: un traité sur le calendrier juif et l’embolisation des années sera intégré au code de Maïmonide, et d’autre part, un lexique propédeutique des termes utilisés en logique aristotélicienne qui sera traduit par Moïse ibn Tibbon en hébreu (d’aucuns contestent cependant l’attribution de ce traité à Maïmonide).

### Talmudiste et décisionnaire
Nommant son grand-œuvre d'après un verset du Deutéronome, Maïmonide, se basant sur les travaux du Rif, rassemble, avec une grande systématisation, toutes les décisions halakhiques et législatives dispersées dans le Talmud, et y joint les opinions des Gueonim.

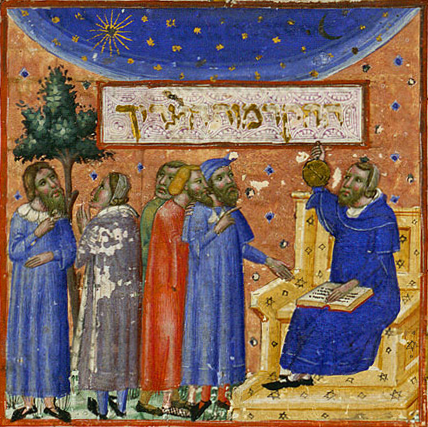
Maïmonide enseignant la « mesure de l'homme ». Enluminure dans un manuscrit hébraïque de 1347.

Rédigé en hébreu, son ambition avouée est de permettre à tout Juif de connaître la conduite à tenir, quand bien même il ignorerait tout de la Torah ou du Talmud. Dans sa lettre à R' Pinhas haDayan, il se défendra de vouloir supprimer l'étude du Talmud.
Par ailleurs, dans un souci de concision, Maïmonide n'inclut ni les références, ni, selon certains[Qui ?], toutes les opinions, n'hésitant pas à se poser en juge de ce qui est valable ou non en matière de Halakha.
Pour ces raisons, bien que le Mishné Torah soit actuellement considéré comme précurseur des « Quatre Colonnes » (Arbaa Tourim) et du Choulhan Aroukh, il rencontra en son temps un succès magistral, mais aussi une résistance farouche, et les controverses entre « maïmonidiens » et « antimaïmonidiens » devaient se poursuivre des siècles durant. L'attitude maïmonidienne de « critique rationaliste » de l'exégèse traditionnelle est aussi à l'origine de ces controverses, rappelle Maurice-Ruben Hayoun, spécialiste de sa pensée.
Les plus grands contradicteurs de Maïmonide furent les rabbins de Provence, en particulier Rav Abraham ben David de Posquières (RabaD). Cependant, il ne faut pas y voir d'attaque au sens propre. En faisant des objections aux positions de Maïmonide, RabaD ne veut ni remettre son avis en doute, ni exposer ses opinions personnelles. Il veut simplement montrer qu'il « peut exister » une opinion s'opposant à celle de Maïmonide. Sa critique se trouve en marge de pratiquement toutes les éditions du Mishné Torah.

### Philosophe et théologien
« Il n’y a aucun moyen de percevoir Dieu autrement que par ses œuvres ; ce sont elles qui indiquent son existence et ce qu’il faut croire à son égard, je veux dire ce qu’il faut affirmer ou nier de lui. Il faut donc nécessairement examiner les êtres dans leur réalité, afin que de chaque branche de science, nous puissions tirer des principes vrais et certains pour nous servir dans nos recherches métaphysiques. Combien de principes ne puise-t-on pas, en effet, dans la nature des nombres et dans les propriétés des figures géométriques, principes par lesquels nous sommes conduits à connaître certaines choses que nous devons écarter de la Divinité et dont la négation nous conduit à divers sujets métaphysiques ! Quant aux choses de l’astronomie et de la physique, il n’y aura, je pense, aucun doute que ce ne soient des choses nécessaires pour comprendre la relation de l’univers au gouvernement de Dieu, telle qu’elle est en réalité et non conformément aux imaginations. »

— Moïse Maïmonide, Guide des égarés (« Guide des perplexes », pour une traduction plus fidèle).
Outre son petit lexique des termes philosophiques (Peroush Milei HaHigayon), les principales contributions de Maïmonide à la philosophie juive, et à la philosophie en général, furent le monumental Guide des égarés et le Traité des Huit Chapitres, introduction philosophique au Traité des Pères.
Davantage éduqué dans la lecture des travaux des grands penseurs musulmans que dans le contact personnel avec leurs auteurs, il développa, outre une connaissance intime de la philosophie arabe, une maîtrise des doctrines d'Aristote. Toute son œuvre vise à réconcilier la philosophie aristotélicienne et la science avec les enseignements de la tradition juive. En ce sens, le spécialiste de sa pensée Maurice-Ruben Hayoun écrit que « Nul n'a synthétisé avec autant de netteté les doctrines cardinales du judaïsme pour tenter de les rapprocher de l'enseignement du philosophe stagirite ».

### Les 13 principes de la foi
Énoncés par Maïmonide pour la première fois dans son Commentaire sur la Mishna (traité Sanhédrin 10:1), les 13 principes de la foi par Maïmonide furent soumis à des critiques ardentes, comme pratiquement tous ses écrits.
Ils furent néanmoins rapidement considérés comme fondamentaux, et ont été versifiés sous forme de l'hymne Ygdal.
On les connaît néanmoins sous leur forme originale, Ani Maamin... (« J'ai foi »).
Les 13 principes portent sur :
1. L'existence de Dieu. « Je crois d'une foi entière que le Créateur, que Son Nom soit béni, est le Créateur et Maître de toutes les créatures, et que Lui seul fit, fait, fera toutes choses. »
  - Dieu peut tout, sait tout, et Il n'a pas de limite - Il est sans limites, et aucune limite ne L'entrave, ce qui explique qu'Il puisse S'occuper du monde et de chacun simultanément.
2. L'unité de Dieu. « Je crois d'une foi entière que le Créateur, que Son Nom soit béni, est Un et Unique ; Il est Un dans une Unité comme il n'y en a nulle autre; et Lui seul fut, est, sera notre Dieu. »
  - Dieu est Un. Il Est non pas Un et Unique, mais l'Un et l'Unique - fondement du monothéisme, pour lequel non seulement il n'y a qu'Un Créateur du monde, mais en outre, Il ne fait qu'Un avec le Dieu providentiel garant de la morale, et du libre arbitre de l'homme. Sil est nommé par différents Noms, c'est que les hommes, incapables de Le comprendre, car Il les transcende complètement, sont obligés d'exprimer Ses différents aspects dans le monde.
3. Son caractère incorporel. « Je crois d'une foi entière que le Créateur, que Son Nom soit béni, est incorporel; qu'Il est libre de toute représentation et propriété anthropomorphique, et qu'Il n'a aucune ressemblance. »
  - Dieu est non-physique, incorporel et éternel, c'est-à-dire intemporel - Toutes les sentences anthropomorphistes dans la Bible et la littérature rabbinique sont des à-peu-près du langage, ou des métaphores ; il serait impossible de parler au commun de Dieu sans elles.
4. Sa priorité ontologique. « Je crois d'une foi entière que le Créateur, que Son Nom soit béni, est le premier et le dernier ».
  - Il est antérieur au monde, lequel n'est donc pas éternel, contrairement à ce que pense Aristote.
5. L'interdiction de l'idolâtrie. « Je crois d'une foi entière que le Créateur, que Son Nom soit béni, est le Seul auquel l'on peut adresser ses prières, et qu'il est inapproprié d'adresser ses prières à quiconque d'autre ».
  - Ce fut la faute des gens de la génération d'Enosh, et les sources de l'idolâtrie, selon la Bible, lorsque les gens commencèrent à prier des corps célestes, comme le soleil, ou séparés, comme des anges, d'intercéder auprès de Lui en leur faveur.
6. La vérité de la prophétie. « Je crois d'une foi entière que tous les mots des Prophètes sont vérité ».
7. L'unicité de la prophétie mosaïque. « Je crois d'une foi entière que la prophétie de Moïse notre maître, la paix soit sur lui, était vraie, et qu'il fut le père de tous les Prophètes, ceux qui l'ont précédé et ceux qui l'ont suivi ».
  - La Bible hébraïque - et beaucoup de croyances rapportées dans la Mishna et le Talmud - est considérée comme fruit d'une révélation divine, ainsi que les dits des prophètes (même si, par ailleurs, Maïmonide rationalise la prophétie, sa thèse étant que le prophète parfait ne fait qu'un avec le philosophe parfait) - L'expression de cette relation, et ce qu'on entend exactement par « divin » lorsqu'on parle d'un livre, est, a toujours été, et sera encore source de dissensions au sein des Juifs, menant à divers courants théologiques.
8. L'origine divine de la Torah. « Je crois d'une foi entière que toute la Torah que nous possédons actuellement fut donnée à Moïse notre maître, que la paix soit sur lui ».
  - Comme quoi, la polémique sur le Deutéronome ne date pas d'hier…
9. L'authenticité de la Torah. « Je crois d'une foi entière que cette Torah ne sera pas changée, et qu'il n'y aura aucune autre Torah donnée par le Créateur, que Son Nom soit béni ».
  - Allusion au Nouveau Testament et au Coran
10. L'omniscience de Dieu. « Je crois d'une foi entière que le Créateur, que Son Nom soit béni, connaît tous les actes et toutes les pensées des humains, ainsi qu'il est dit (Psaumes 33:15) : " C'est Lui qui façonne les cœurs de tous, Lui qui perçoit tous leurs actes " ».
  - Allusion à la philosophie d'Aristote, qui professe que Dieu ne connaît pas le particulier, et que Ses actes intéressent la collectivité, et non l'individu. Cependant, Sa prescience n'exclut en rien le fait qu'Il nous ait donné le libre arbitre, sans quoi l'article suivant n'aurait pas de sens
11. La récompense et la punition. « Je crois d'une foi entière que le Créateur, que Son Nom soit béni, récompense ceux qui suivent Ses commandements, et punit ceux qui les transgressent ».
  - L'âme est pure à la naissance, et les êtres humains ont un libre arbitre, avec tant un « yetzer ha'tov » (bon penchant) qu'un « yetzer ha'ra » (mauvais penchant), qui les entraînent à faire des « bonnes » ou « mauvaises » actions. Encore tout n'est-il pas manichéen : le yetser hara peut conduire à de bonnes actions, et inversement ; « l'enfer est pavé de bonnes intentions », etc.
  - Par ailleurs, les gens peuvent « revenir » de leurs péchés par des actes et des paroles, sans intermédiaires, par la prière (tefilla), la pénitence (teshouva), et la tsedaka (aumône), si cela s'accompagne d'une sincère décision de ne plus commettre ces actes inacceptables et s'ils ont fait amende honorable envers ceux et celles qu'ils ont lésés. « Il y a toujours moyen de revenir à Dieu. »
12. Le Messie. « Je crois d'une foi entière à la venue du Messie, et même s'il tarde, j'attendrai chaque jour sa venue ».
  - Il y aura un mashia'h (Messie), ou peut-être une ère messianique.
  - La figure du Messie eut par ailleurs une grande portée dans l'histoire des Juifs, puisqu'il fut utilisé par les polémistes chrétiens (souvent des Juifs apostats) contre les Juifs eux-mêmes, et entraîna la rédaction des Ikkarim de Joseph Albo
13. La résurrection. « Je crois d'une foi entière que la résurrection des morts se produira au moment voulu par le Créateur, que Son Nom soit béni, et que Son souvenir soit exalté pour toujours, à jamais ».

### La théologie négative
Maïmonide s’appuie sur la tradition rabbinique, sur le Talmud notamment, mais aussi sur l’œuvre de Philon d'Alexandrie, le plus célèbre représentant de l’école judéo-platonicienne d’Alexandrie au Ier siècle de l’ère chrétienne, et en particulier sur la théologie négative conçue par Philon.
Dans son ouvrage De Somnis (Des rêves), Philon affirme que Dieu n’est pas connaissable par l’intelligence, ni saisissable par la sensibilité. Dieu reste à jamais indicible (arrêtos) et insaisissable (akatalêptos), selon lui. Maïmonide reprend les mêmes bases : « L’existence [de Dieu] et l’existence de ce qui est hors de lui, ne s’appellent l’une et l’autre “existence” que par homonymie » ; la représentation personnifiée qu'on en fait, n’est qu’une « manière de parler », une métaphore ou une allégorie qui « doit suffire aux enfants et au vulgaire pour établir dans leur esprit qu’il existe un être parfait, qui n’est point un corps, ni une faculté dans un corps » (Le Guide des égarés, Livre I, chap. XXXV.).
De la même façon, explique Hayoun, Dieu ne possède pas l'attribut de la parole, qui ne peut lui être donné que par homonymie. « La voix qui fut perçue sur le mont Sinaï était une voix créée ». C’est ce qui a conduit des commentateurs modernes de Maïmonide comme Leo Strauss ou Shlomo Pinès à supposer que Maïmonide destinait ses professions de foi à un public de croyants respectables, mais peu instruits. De manière générale, Maïmonide refuse de considérer Dieu comme doué d'attributs qui auraient une existence indépendante. Ce que l'on appelle « attributs », par exemple la parole, la volonté, la puissance, ne se distinguent pas de son essence et ne font qu'un avec elle. Ils ne sont qu'une autre façon de désigner Dieu, mais en aucun cas quelque chose qui s'ajouterait à son essence. L'un des arguments avancés par Maïmonide est identique à celui des mutazilites : l'affirmation de la réalité des attributs, distincts de l'essence, conduit à admettre une pluralité d'êtres éternels ou compromet l'unité divine en y introduisant une multitude. Il les rejoint dans son opposition à la théologie acharite musulmane, qui affirme la réalité des Attributs. Cette controverse, qui a agité les théologies juive et musulmane, s'est reproduite dans la théologie chrétienne sous la forme de la querelle des universaux. Si l'on applique le vocabulaire chrétien à la position de Maïmonide, on dira qu'il se range du côté des nominalistes contre les réalistes. Pour lui les attributs n'ajoutent rien à l'essence de Dieu et ne sont que des noms. Les seuls attributs affirmatifs légitimes sont ceux qui qualifient l'action de Dieu, mais non son essence (chap. LII et LIII).
Cette théologie a été critiquée par le Français Gersonide. Elle a pour conséquence majeure que Dieu ne peut être objet de science, ce qui implique une séparation de la foi d'avec la connaissance.
L’ésotérisme occupe une place fondamentale chez Maïmonide, selon Leo Strauss, d’autant que Maïmonide se situait à une époque où la liberté d’expression n’était nullement acquise. Ce caractère « ésotérique » chez Maïmonide intègre pleinement la tradition juive, dans la mesure même où elle postule que le texte saint réclame toujours une interprétation, pour Strauss. L’ésotérisme de Maïmonide fonde une « maïeutique », un questionnement appuyé, non sur la nécessité de foi, mais sur celle de la loi et de sa rationalité, un questionnement destiné à « déterminer la vocation philosophique des hommes supérieurs que l'esprit du siècle fait tomber dans le désarroi », selon Pinès. La maïeutique maïmonidienne, inscrite implicitement au cœur du Guide des égarés, ne se confond pas avec une « religion », au sens strict du terme, pour Shlomo Pinès. Hayoun ajoute que le Guide des égarés se présente comme un « livre ésotérique », qui ne doit pas être mis « entre toutes les mains ».
Le discours de Maïmonide prend un aspect explicitement religieux pour répondre à des exigences d'ordre social, mais sans incorporer une croyance qui s’impose à soi d’elle-même. « Maïmonide parle de véracité, pas de croyance. Il dit ou, plutôt, sous-entend que la connaissance, et la connaissance seulement, de cet étant premier est le premier des commandements », en affirmant que « l’édifice des mondes repose sur un savoir premier, une pensée, un (en)da’at, jamais sur une foi initiale », selon Bernard-Henri Lévy.

### Physique et métaphysique
Maïmonide appartient au courant des philosophes juifs hellénisants. Il admire Aristote, qu'il désigne comme le « prince des philosophes ». Il recommande à son traducteur Samuel Ibn Tibbon la lecture d'Alexandre d'Aphrodise et d'Averroès. Il reconnaît sa dette à l'égard d'al-Farabi et d'Ibn Bajja. Le Guide des égarés est une démonstration de la compatibilité des thèses des philosophes avec la vérité révélée, à condition de ne pas prendre les textes prophétiques à la lettre. Comme Averroès dans son Discours décisif, Maïmonie entend prouver que l'exercice de la philosophie ne met pas la religion en danger.

#### Physique
Selon lui, on retrouve dans La Genèse les principes de la physique d'Aristote, qui permet de rendre raison des phénomènes du monde sublunaire. L'essence de Dieu est inconnaissable. Nous ne pouvons connaître Dieu que par l'entremise de ses actions, c'est-à-dire de l'ordre naturel. Connaître la Nature, c'est donc se livrer à la seule étude de Dieu - une connaissance indirecte - qui nous soit accessible. En revanche, notre connaissance du monde des sphères supérieures est limitée. En témoignent les contradictions entre la physique d'Aristote et l'astronomie de Ptolémée. L'univers est composé de sphères enchâssées les unes dans les autres, sans aucun vide entre elles, avec la Terre en leur centre (Guide, LXXII). Maïmonide dénombre 18 sphères, en comptant les excentriques de Ptolémée (LXXII). Il reprend la théorie des quatre éléments d'Aristote pour définir la matière dont est composé le monde sublunaire, tandis que les sphères supérieures sont constituées d'un cinquième élément plus subtil, l'éther. Comme Aristote, il assigne à chaque élément un lieu naturel qu'il tend à regagner, par un mouvement rectiligne, quand il en a été chassé, tandis que le mouvement naturel des sphères est circulaire (LXXII).

#### Métaphysique
Ces sphères célestes sont créées par Dieu ou, plus exactement, elles émanent de Dieu, dont elles découlent par nécessité. Cette théorie de l'émanation, chez les philosophes arabes, conduit à admettre l'éternité du monde : si le monde émane de Dieu par un épanchement nécessaire, cette nécessité exclut la possibilité d'un moment où le monde n'existait pas ; l'univers a donc toujours existé, il est coéternel avec Dieu. Maïmonide s'écarte d'al-Farabi sur ce point : il considère la thèse de l'éternité de l'univers, aussi bien que celle de sa création, comme indémontrables (LXXI). Sur un autre point, il s'écarte d'Avicenne, qui admet la survie de l'âme individuelle après la mort du corps : selon lui, seul l'intellect en acte, qui est dépourvu d'individualité, peut être immortel. Il exclut également la possibilité, admise par les néoplatoniciens au terme d'un perfectionnement progressif, d'une union avec Dieu.

#### Maïmonide et le kalām
Il se montre critique à l'égard du kalam juif, fortement inspiré du kalâm musulman. Cette théologie scolastique s'appuie sur la dialectique pour défendre le dogme religieux. Mais Maïmonide souligne, comme Averroès, que ses arguments ne sont pas démonstratifs, contrairement à ceux des philosophes (LXXI). Sur plusieurs points, il s'avère plus proche des mutakallimin mutazilites que des acharites. À ces derniers, il oppose sa théologie négative et le refus d'admettre des attributs distincts de l'essence divine, l'affirmation du libre arbitre, il leur reproche enfin la négation de la nécessité du lien causal qui détruit l'idée de loi de la nature et ruine la possibilité de la science physique (LXXIII, proposition 6). De façon générale, il critique leur tendance à vouloir confirmer leurs opinions plutôt qu'à chercher la vérité (LXXI).

### Maïmonide et la Cabale
Les ouvrages de Maïmonide ont joué un rôle majeur dans la transmission en Occident médiéval de la philosophie néo-aristotélicienne élaborée dans les grandes capitales arabes, de sorte que Maïmonide passe, à juste titre, pour un philosophe rationaliste, voué à concilier les impératifs de la raison et ceux de la foi. Pour autant, Maïmonide ne se réduit pas à cet aspect de son œuvre, selon Léo Strauss.
Le rationalisme issu d'Aristote ne constitue que la part exotérique de la pensée maïmondienne, mais sa part ésotérique, issu de la tradition proprement juive, laisse entrevoir un tout autre aspect dans son œuvre, en préfigurant la littérature cabalistique, selon le philosophe Leo Straus. « En fait, comme il semble qu’il n’y a pas existé de Cabale, au sens strict, avant l’achèvement du Guide, on pourrait même suggérer que Maïmonide fut le premier cabaliste », note-t-il.
C’est là un paradoxe, puisqu’en Occident les écoles maïmonidiennes se sont affrontées, parfois très durement, aux écoles cabalistiques. Néanmoins, Maïmonide a exercé une influence considérable sur de grands cabalistes comme Azriel de Gérone ou Abraham Aboulafia. Les descendants de Maïmonide eux-mêmes fonderont au Caire une école mystique proche des écoles cabalistiques occidentales. Cela corrobore la thèse de Strauss, même si elle ne fait pas l’unanimité pour autant.

### Traité de logiqueou les mots de la logique
Maïmonide écrivit vers sa vingtième année un traité de logique aristotélicienne très inspiré par Al-Fârâbî. Cet ouvrage, chef-d'œuvre de concision, est un exemple de pédagogie. Le traité est rédigé en arabe. Il fut, dans les années qui suivirent la mort du maître survenue en 1204, traduit en hébreu. Il expose l’essentiel de la logique aristotélicienne telle que l’enseignaient les grands penseurs persans, Avicenne et surtout Al-Farabi, « le deuxième Maître », le premier étant évidemment Aristote.
Mais à la différence du philosophe grec, Maïmonide s'en remet à un déterminisme astral, tout comme Averroès, chez qui s'exprime une « apologie à peine voilée du rôle des astres dans l'opération de l'entendement humain ». Dans son édition du Traité,le philosophe Rémi Brague souligne qu’Alfarabi est le seul philosophe qui y soit nommé. Dans les versions hébraïques, le Traité s'intitule Les Mots de la logique. Maïmonide explique à l’honnête homme le sens technique des mots utilisés par le logicien. Partant des mots, dûment inventoriés, pour aller aux choses désignées, le Traité tient du lexique mais il reste un exposé ordonné, où les chapitres se succèdent rationnellement. Un chapitre présente une grappe de notions associées. Le sens des mots y est expliqué avec concision et illustré par des exemples clairs. À la fin de chaque chapitre, Maïmonide dresse soigneusement la liste des mots étudiés. L’ouvrage est un modèle, un chef-d’œuvre de clarté et de concision.

### Lettre sur l'astrologie

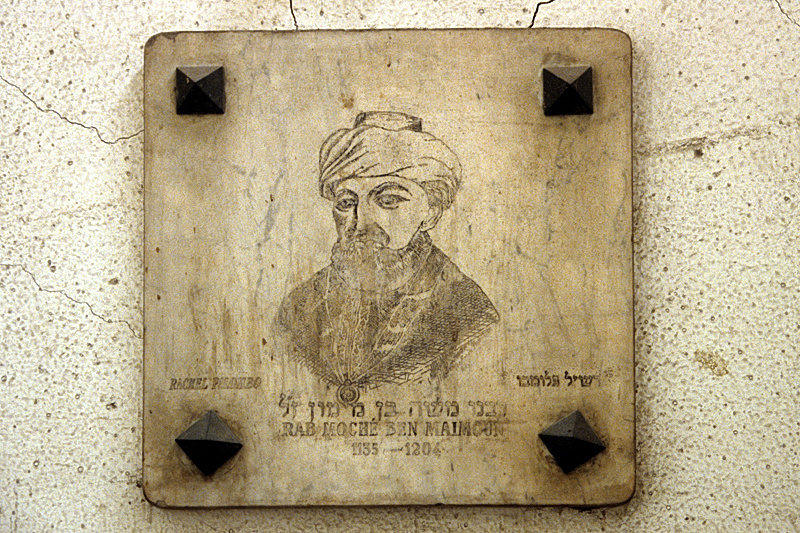
Plaque apposée sur la synagogue Moses ben-Maimon, quartier juif d'el-Muski, Le Caire, Égypte.

Maïmonide critique la pratique de l'astrologie chez les savants juifs de son temps dans sa Lettre sur l'astrologie. Par exemple, Abraham bar Hiyya et Abraham ibn Ezra soutiennent l'astrologie, d'après la notice que le philosophe René Lévy consacre à sa traduction de la Lettre. En outre, Maïmonide considère l'ouvrage arabe Agriculture nabatéenne d'Ibn Wahshiyya comme « le plus important traité d'astrologie » (Guide, III, 29).
Maïmonide s'oppose à l'astrologie. Sa Lettre est la réponse à une consultation provenant des rabbins de Montpellier. Maïmonide leur reproche de confondre l'astrologie, qu'il qualifie de « sottise », avec la cosmologie. Il défend l'existence de la liberté liée à une certaine contingence du monde. La Lettre fut rééditée de nombreuses fois, à partir de 1517, à l'époque de l'imprimerie au XVIe siècle, qui correspond à un regain de l'astrologie en Europe.
De fait, Maïmonide s'oppose au déterminisme strict impliqué selon lui par l'astrologie, explique son commentateur René Lévy. Le philosophe écrit que « tous les discours des astrologues, qui prédisent ce qu'il adviendra, ou ce que le thème de nativité augure pour l'homme [...] sont de la pure sottise, nullement de la science ». Il attribue l'invention de cette discipline aux Chaldéens, aux Égyptiens et aux Cananéens, et affirme que les Grecs n'ont jamais écrit un seul traité à ce sujet. Il pense aussi que les Perses considèrent cet art comme faux.
Selon René Lévy, Maïmonide entend par « Grecs » essentiellement les philosophes péripatéticiens, c'est-à-dire les successeurs et disciples d'Aristote, car le platonisme et le stoïcisme n'étaient pas opposés à l'astrologie. Mais Maïmonide va plus loin que les péripatéticiens eux-mêmes qui, s'ils critiquent l'astrologie, la restreignent au rang d'art, comme la médecine, parce qu'elle se fonde sur l'expérience et non sur des preuves. C'est le cas notamment pour Abraham bar Hiyya, Al-Fârâbî et Averroès. Maïmonide, lui, disqualifie entièrement l'astrologie.
Il établit une distinction nette entre l'astronomie, dont il loue les savants grecs, perses et indiens de nous avoir apporté la science, et l'astrologie. La première consiste à connaître « la nature des astres, de ce que sont leur nombre, leur grandeur et leur mouvement […] » tandis que la seconde consiste à scruter les étoiles pour prédire l'avenir. Contre les astrologues qui nient le libre-arbitre, Maïmonide réaffirme son existence : « Ni son thème, ni la nature ne déterminent [l'homme] dans le choix de l'une ou l'autre voie [servir Dieu ou l'impiété] ». Sans le libre-arbitre en effet, les lois et les préceptes, qui interdisent ou exhortent, seraient inutiles.
Maïmonide distingue trois approches de la question de la liberté humaine : celle des astrologues, qui la nient parce qu'ils considèrent que tout est déterminé à l'avance par les influences astrales ; celle des philosophes, qui pensent que les actes humains sont fortuits et arrivent par hasard ; et celle de la Loi de Moïse, qui affirme que tout arrive par la volonté divine, c'est-à-dire selon la justice et la sagesse de Dieu. Cette troisième approche qu'adopte Maïmonide n'est pas contradictoire avec la notion de choix selon lui. Il ajoute cependant que « nous ne sondons pas la sagesse divine, et ne saurions justifier qu'Il amène telle destinée plutôt que telle autre, car Ses voies ne sont pas les nôtres, ni Ses desseins » (citation d'Isaïe, 55:8).

## Influence en philosophie

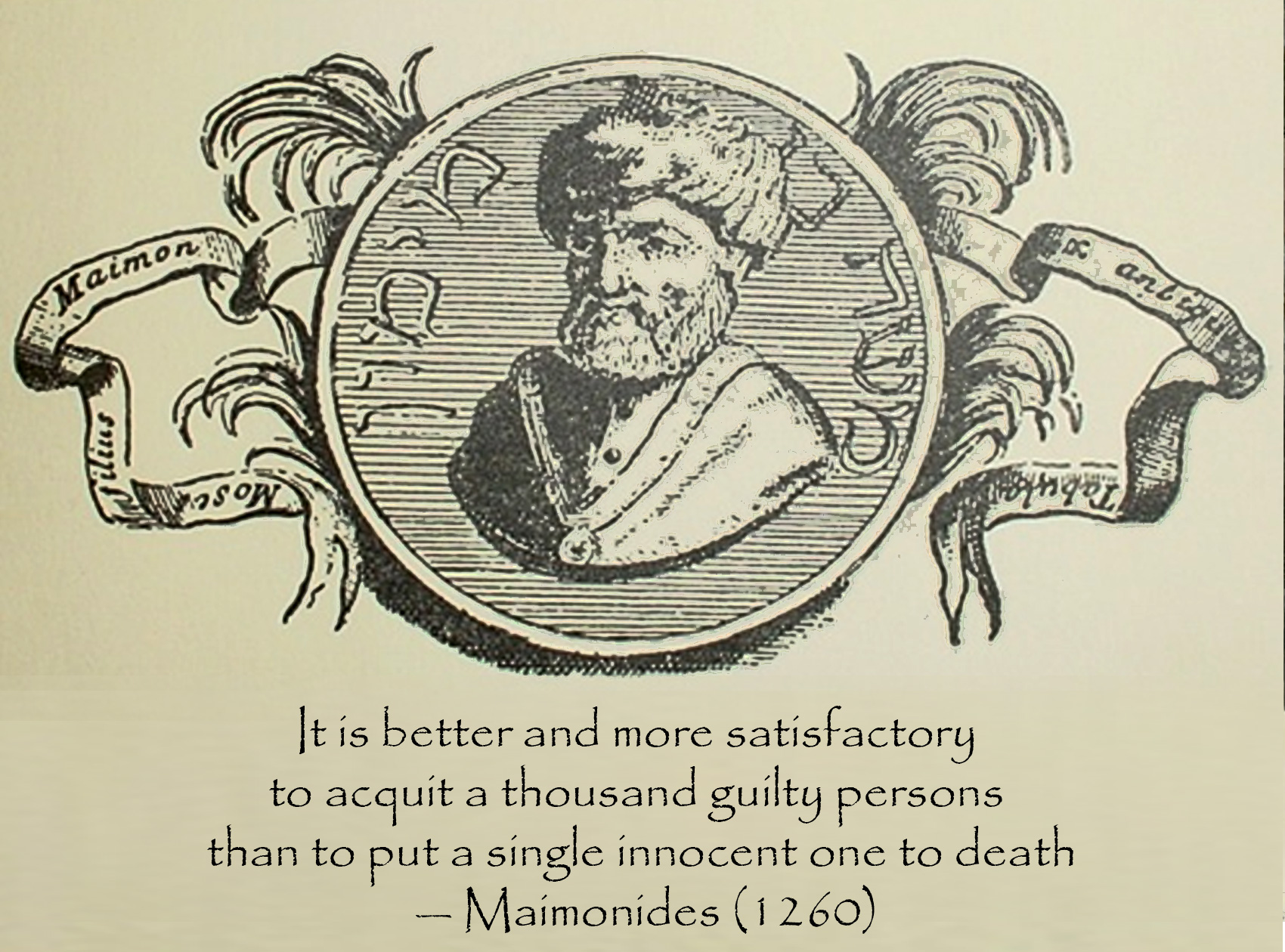
« Il est bien mieux et plus satisfaisant d'acquitter un millier de coupables que de mettre à mort une seule personne innocente », Maïmonide, 1260.

Le plus important critique de la philosophie maïmonidienne, et aristotélicienne en général, fut Hasdaï Crescas, l'auteur de Or Hashem. Sa critique entraîna de nombreux savants du XVe siècle à défendre les travaux de Maïmonide.
Maïmonide fut l'un des rares penseurs du judaïsme médiéval dont l'influence rayonna au-delà des cercles juifs.
Ses œuvres exercèrent une influence durable sur la philosophie scolastique, et ses plus grandes figures, Albert le Grand, Thomas d'Aquin et Duns Scot.
Cette influence perdura jusqu'aux Lumières : Spinoza, Moïse Mendelssohn, considéré par certains comme son successeur (pour certains, il serait même « le troisième Moïse », cf. épitaphe). De nos jours, il est l'un des philosophes juifs les plus respectés et ses théories reprennent force et vigueur dans la pensée juive contemporaine. Au cours des siècles suivants, l'influence de Maïmonide fut source de conflits entre maïmonidiens et antimaïmonidiens. Mais la plupart des penseurs restent partagés, reconnaissant le génie de l'homme et sa vision aristotélicienne du monde, mais rejetant les éléments qu'ils considèrent comme en désaccord avec la tradition.
Il existe ainsi deux lectures académiques de l'œuvre de Maïmonide : l'une qui la voit comme une tentative de synthèse entre la pensée juive et l'Aristotélisme, l'autre comme une philosophie qui fait de l'Aristotélisme une vérité, et du judaïsme une allégorie.
Maïmonide intègre en 2021 la liste officielle des auteurs au programme du baccalauréat de philosophie de l’Éducation Nationale française.

## Médecine

### Pratique
La formation médicale de Maïmonide est mal connue. Il commence à étudier la médecine après la mort de son père en 1166, suivie peu de temps après par celle de son frère au cours d'un naufrage. Il lit beaucoup, et sa formation théorique est en grande partie autodidacte. De ses écrits, on déduit une profonde connaissance des auteurs grecs (Aristote, Hippocrate, Galien…) et persans (Al Farabi, Rhazès ou arabes Ibn Zhur). Il aurait suivi l'enseignement du fils d'Ibn Zhur.

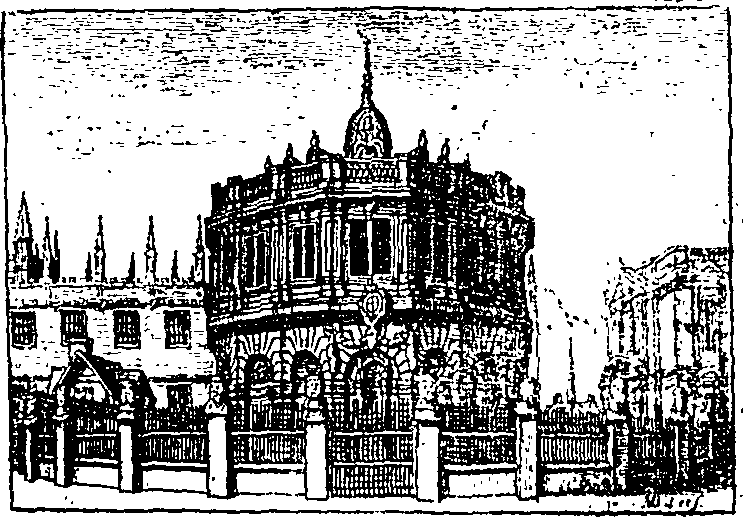
Fleuron issu de l'ouvrage Hilkhot Talmud Torah rabbi Mosheh ben Maymon (extrait lui-même du Mishné Tora), 1705.

Il s'investit dans la médecine, tant et si bien qu'il figure dans la liste des médecins personnels de l'entourage de Saladin, dont celui de son fils Al-Afdhal. C'est à la demande d'Al-Afdhal que Maïmonide rédige en arabe la plupart de ses traités médicaux. Les trois ouvrages principaux, les plus connus et les plus appréciés en Occident lors du Moyen Âge tardif et de la Renaissance sont Les aphorismes, le Traité des poisons, et Conservation de la santé ou Régime de santé pour le sultan.
Selon son disciple et traducteur en hébreu Samuel ibn Tibbon, cette position, qui occupe le meilleur de son temps, lui vaut un prestige considérable. Déjà réputé comme grand théologien, des médecins arabes voyagent jusqu'au Caire pour le rencontrer, et il a pour ami et biographe l'historien musulman Ibn al Qifti. Selon celui-ci, le roi Richard Cœur de Lion lui aurait demandé, en vain, de se mettre à son service à Ascalon, au cours de la Troisième Croisade.
La médecine n’était pas l’apanage de Maïmonide: d’autres figures du judaïsme, comme Juda Halevi avant lui, et, après lui, Nahmanide, Joseph ibn Caspi, Gersonide, Narboni ou encore Salomon ben Adret, ont vécu de l’exercice de la médecine, considérant que seul un corps sain peut œuvrer à sanctifier le monde. Cependant, aucun n’a fait preuve de l’esprit novateur de Maïmonide en ce domaine et, partant, n’ont pas imprimé leurs marques dans l’histoire de la médecine.

### Refus de la magie
Maïmonide ne voit dans la maladie que l'interruption d'un processus naturel, qui peut certes résulter de la volonté de Dieu laquelle est inconnaissable et ne peut se réduire à une punition, sinon, argumente-t-il, pourquoi aurait-il créé les plantes médicinales et autres moyens de guérison ? Ou encore « Si une personne est affamée et cherche de quoi se nourrir, ce qui la soulagera de sa grande souffrance, pouvons-nous dire qu'elle a perdu sa confiance en Dieu ? ».
Il ne croit pas davantage au mauvais œil, cette malédiction humaine affaiblissant la personne sujette de leur inimitié. Qu'importe si des Sages du Talmud y croient, d'autres Sages du Talmud s'y opposent, dont Rabbi Akiva, ce qui prouve que le peuple d'Israël a été affecté par les pratiques magiques des peuplades environnantes, allant jusqu'à interpréter des passages bibliques dans ce sens, alors que la Bible ne les mentionne nulle part de façon explicite.
De même, Il définit l'idolâtrie comme une grande illusion, en refusant le recours aux remèdes irrationnels ou superstitieux.

### Médecine naturelle
Maïmonide est partisan du « juste milieu ». La maladie est un déséquilibre momentané, qu'il faut rétablir à l'état antérieur. Les médicaments servent à soutenir la nature (le pouvoir naturel de guérison) pas à la remplacer, ce qui sera connu en Occident comme la nature guérisseuse ou la Vis medicatrix naturae (en). Les médicaments sont semblables à des aliments, et leur choix doit être graduel, en réservant les « drogues infectes » aux cas désespérés ; la diète doit être rigoureuse si le mal est léger.
Après avoir écouté son patient, Maïmonide propose des recommandations en commençant par des conseils diététiques, puis des conseils de « médecines douces » et si enfin tout cela ne suffit pas il associe des médecines fortes (jusqu'à la chirurgie). Pour Maïmonide, le corps est capable de se renforcer seul. Le médecin n'intervient que si le corps ne parvient pas seul à cette auto-guérison et si la vie est en jeu.
La guérison nécessite non seulement les ressources naturelles du corps, mais aussi les facultés de l'esprit. Considéré comme un précurseur de la médecine psychosomatique, il associe des prescriptions modérées et un soutien psychologique, tout en restant critique envers Galien ou d'autres autorités.
Un autre trait marquant de Maïmonide est sa conception expérimentale, clinique avant la lettre, de la médecine. Bien qu'instruit des théories et pratiques de ses prédécesseurs, il ne se fie pas nécessairement à leur parole, et n'hésite pas à mettre en doute des remèdes établis, ainsi que son propre jugement lorsque l'état du malade ne s'améliore pas. Il expérimente sur lui-même l'effet des drogues qu'il prescrit.

### Une hygiène rigoureuse

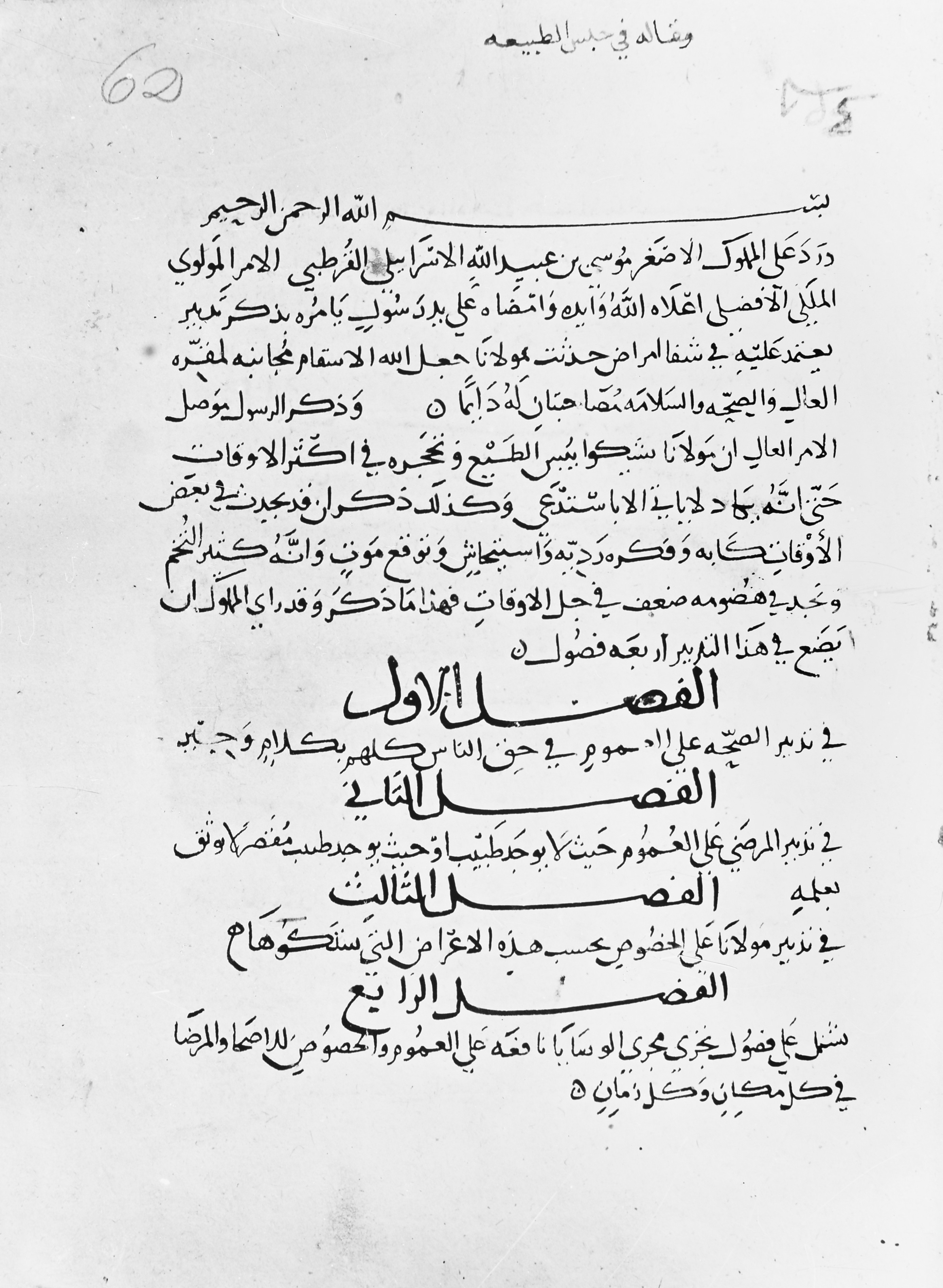
Manuscrit arabe du Régime de santé pour le sultan de Maïmonide.

Il vit dans le monde musulman où l'hygiène ritualise le quotidien et s'impose comme une prescription (5 ablutions avant de se présenter à Dieu, manger, etc.). Il conseille de ne pas trop boire au cours de repas en se limitant à un peu de vin ajouté d'eau, et d'adapter son régime alimentaire et son mode de vie à la saison.
En fait de médecine, Maïmonide prône avant tout une hygiène de vie. S'assurant qu'une plainte ne résulte pas d'un trouble psychosomatique, il recommande, comme s'il s'agissait d'une prescription religieuse (et il s'agit effectivement d'une prescription religieuse), de maintenir la santé de son corps, et d'éviter toute substance pouvant y nuire (les Juifs orthodoxes modernes s'appuient sur ce précepte pour interdire les drogues, et certains le tabac).
Il est recommandé de manger et boire sans excès des mets digestes, de quitter la table en ayant encore un peu faim, d'éviter les aliments trop fermentés (vieillis, trop longtemps conservés par le sel, moût de raisin, et tous ceux dégageant une mauvaise odeur), de réfréner le nombre de rapports sexuels (Maïmonide vit en Orient, et le harem y est monnaie courante. L'occlusion intestinale étant une cause de mort fréquente, Maïmonide recommande de déféquer une fois par jour au moins, avec laxatifs si nécessaire. S'adressant à des personnages importants et susceptibles, il leur suggère subtilement de « modérer leur activité physique », d'avoir un cycle de sommeil régulier et harmonieux, d'éviter la sieste diurne, et d'attendre quelques heures après le repas du soir avant d'aller dormir.
Parmi les règles d'hygiène et d'exercice physique, il recommande notamment les bains et la natation. En visitant l'Andalousie aujourd'hui, on peut voir les vestiges des hammams. Véritable lieu de vie du monde arabo-berbère.
Ces principes peuvent sembler désuets de nos jours, et dictés par le bon sens, mais le « bon sens » de l'époque était celui de Galien, et recommandait des remèdes basés sur une compréhension sympathique, presque magique, de la maladie.

### Traités médicaux
Selon Jean Théodoridès, Maïmonide se caractérise par un style concis et clair. Dans son Traité des poisons, ses connaissances ne sont pas livresques, son plan est rigoureux, sans les digressions si fréquentes chez les auteurs de son époque.

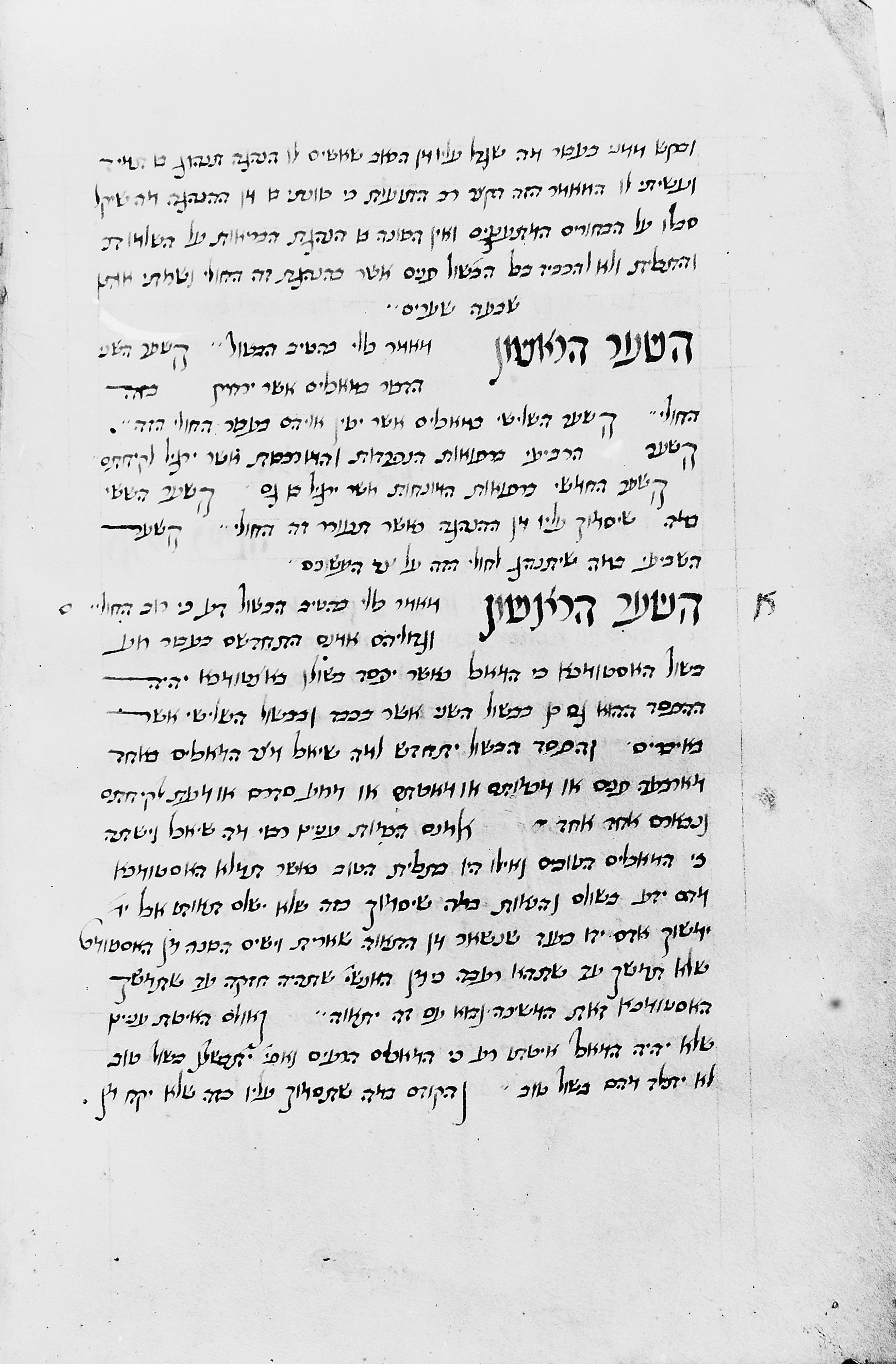
Le traité des hémorroïdes, manuscrit hébreu du XIVe siècle.

Ses ouvrages médicaux, rédigés pour la plupart à la demande d'un grand personnage, sont au nombre de dix, les titres en français sont les suivants, (en gras les trois plus célèbres en Occident médiéval et à la Renaissance) :
1. Commentaires sur les seize livres de Galien. Il s'agit d'extraits ou de résumés de l'œuvre de Galien (l'important à retenir selon Maïmonide) à l'intention des étudiants. Les manuscrits arabes complets originaux ont disparu, mais plusieurs manuscrits traduits en hébreu sont disponibles[48].
2. Commentaires sur les aphorismes d'Hippocrate. Maïmonide s'appuie sur la traduction arabe de Hunayn ibn Ishaq du IXe siècle des fameux Aphorismes d'Hippocrate. Il n'hésite pas à l'occasion de se montrer critique, ainsi Hippocrate aurait dit que le testicule droit produit les garçons et le gauche les filles, il remarque alors « un homme doit être un prophète ou un génie pour le savoir »[48].
3. Les Aphorismes. Texte traduit de l'arabe en latin dès le XIIIe siècle, et imprimé dès 1489 (Bologne) et 1497 (Venise) ; en allemand, Leipzig et Berlin 1934 ; en hébreu, Jérusalem 1959. L'ouvrage se compose de 1 500 aphorismes, tirés principalement des médecins grecs, et organisés en 25 chapitres couvrant les différents domaines de la médecine. C'est le traité médical le plus volumineux de Maïmonide. On y trouve notamment des descriptions d'apoplexie, de diabète, de phtisie, etc[48].
4. Traité des hémorroïdes. En 7 chapitres, le texte a été publié au XXe siècle en arabe, hébreu, allemand et anglais[48]. Il distingue les formes simples (ouvertes et saignantes) des formes compliquées (fermées et obstructives, très douloureuses ou fébriles). La prévention est basée sur l'exercice physique et un régime alimentaire qui vise à obtenir des selles molles et régulières. Le traitement est principalement conservateur par des soins topiques, la chirurgie n'est utilisée qu'en dernier recours, et elle doit l'être par un opérateur expérimenté[55].
5. De la vie conjugale. Rédigé à la demande du sultan Al-Muzaffar Umar (en), neveu de Saladin, qui voulait augmenter ses performances sexuelles. Maïmonide décrit plusieurs tempéraments sexuels, en donnant des recettes alimentaires et médicinales, aphrodisiaques ou anaphrodisiaques. Il conseille au sultan la modération. Il existe deux versions de l'ouvrage, une version courte jugée authentique (manuscrits arabes de Grenade) et une version longue d'origine douteuse. Les deux versions ont été publiées au XXe siècle en hébreu, allemand, anglais et italien[48].
6. Traité de l'asthme. Écrit à la demande d'un fils de Saladin ; traduit en latin en 1302 par Armengaud Blaise, version elle-même traduite en hébreu (1320) par Samuel Benveniste. Une deuxième traduction en hébreu est faite à la fin du XIVe siècle à partir du texte arabe. Au cours du XXe siècle, il est publié en allemand, en anglais et en français. L'ouvrage est considéré comme le premier traité complet majeur sur l'asthme, Maïmonide insistant sur la prévention. Le patient doit d'abord vivre dans un air pur, frais et ensoleillé, puis adopter une hygiène de vie convenable (nourriture, boisson, émotions, activité physique, sommeil et sexualité)[56].
7. Traité des poisons. Il en existe de très nombreux manuscrits en arabe, hébreu et latin, et il est considéré comme le « manuel de toxicologie » du Moyen Âge. Des traductions modernes paraissent en allemand, français et anglais à partir du XIXe siècle[48]. L'ouvrage se présente en deux parties, la première est consacrée aux morsures et piqures animales, la seconde aux poisons alimentaires et minéraux. Il propose différents traitements, par exemple l'utilisation de tourniquet (garrot) contre les morsures de serpents ou d'émétiques contre les poisons ingérés. Il liste des antidotes à base de plantes, et insiste toujours sur la prévention (comme ne pas consommer d'aliments de couleur, d'odeur, et de goût inhabituels). Sa distinction des poisons « froids » et « chauds » pourrait recouper la distinction hémolysine et neurotoxine[57].
8. Conservation de la santé ou Régime de santé pour le sultan. En latin, Florence 1484, Augsbourg 1518 ; en anglais, Philadelphie 1964. Le sultan est le fils aîné de Saladin. Amateur de femmes, de vin, et d'exploits guerriers, le sultan se plaint de troubles digestifs et d'accès mélancoliques. Maïmonide développe à cette occasion sa conception d'« un esprit sain dans un corps sain ». Il indique que le bien-être corporel dépend du bien-être spirituel et vice versa. Le texte se termine par des recommandations concernant le climat, le domicile, l'activité, le bain, le sexe, le vin, l'alimentation et la respiration. L'ouvrage court et précis est resté longtemps populaire et traduit en nombreuses langues[48].
9. Sur l'explication des accidents (maladies survenant par crises ou accès). Ce texte est parfois considéré comme un chapitre supplémentaire, rédigé dans un second temps, à l'ouvrage précédent. Il comporte des commentaires et des listes de remèdes[48].
10. Glossaire de matière médicale. Ce manuscrit arabe a été découvert par Max Meyerhof (de)(1874-1945) dans la bibliothèque Sainte Sophie d'Istanbul. L'original arabe et une traduction française sont publiés en 1940, suivis par des éditions en hébreu et en anglais. Il s'agit d'une pharmacopée en 405 paragraphes indiquant des noms de médicaments, avec leurs équivalents en arabe, grec, syriaque, perse, berbère et espagnol[48].

### La prière médicale ou Serment de Maïmonide
La paternité de cette prière, qui orne le cabinet de bien des médecins et chirurgiens-dentistes juifs, n'est pas unanimement attribuée au « sage de Fostat », encore qu'elle soit rédigée dans son style. Fred Rosner (in la Médecine tirée du Mishneh Torah), par exemple, estime qu'elle ne peut être antérieure à 1783.
Son auteur probable serait Marcus Herz (1747-1803) qui l'aurait écrite dans les années 1790.
« Mon Dieu, remplis mon âme d'amour pour l'Art et pour toutes les créatures. N'admets pas que la soif du gain et la recherche de la gloire m'influencent dans l'exercice de mon Art, car les ennemis de la vérité et de l'amour des hommes pourraient facilement m'abuser et m'éloigner du noble devoir de faire du bien à tes enfants. Soutiens la force de mon cœur pour qu'il soit toujours prêt à servir le pauvre et le riche, l'ami et l'ennemi, le bon et le mauvais.

Fais que je ne voie que l'homme dans celui qui souffre. Fais que mon esprit reste clair auprès du lit du malade et qu'il ne soit distrait par aucune chose étrangère afin qu'il ait présent tout ce que l'expérience et la science lui ont enseigné, car grandes et sublimes sont les recherches scientifiques qui ont pour but de conserver la santé et la vie de toutes les créatures.
Fais que mes malades aient confiance en moi et mon Art pour qu'ils suivent mes conseils et mes prescriptions. Éloigne de leur lit les charlatans, l'armée des parents aux mille conseils, et les gardes qui savent toujours tout: car c'est une engeance dangereuse qui, par vanité, fait échouer les meilleures intentions de l'Art et conduit souvent les créatures à la mort. Si les ignorants me blâment et me raillent, fais que l'amour de mon Art, comme une cuirasse, me rende invulnérable, pour que je puisse persévérer dans le vrai, sans égard au prestige, au renom et à l'âge de mes ennemis. Prête-moi, mon Dieu, l'indulgence et la patience auprès des malades entêtés et grossiers.

Fais que je sois modéré en tout, mais insatiable dans mon amour de la science. Éloigne de moi l'idée que je peux tout. Donne-moi la force, la volonté et l'occasion d'élargir de plus en plus mes connaissances. Je peux aujourd'hui découvrir dans mon savoir des choses que je ne soupçonnais pas hier, car l'Art est grand mais l'esprit de l'homme pénètre toujours plus avant. »

## Textes traduits en français
« Et si les habitants sont mauvais et fautent au point de ne le laisser vivre en paix que s’il se joint à eux et qu’il adopte leur mauvaise conduite, il doit se réfugier dans les grottes, les buissons et les déserts plutôt que de suivre la voie des fauteurs, comme il est écrit : "Qui m’offrira l’hospitalité dans le désert ?" ».[pertinence contestée]

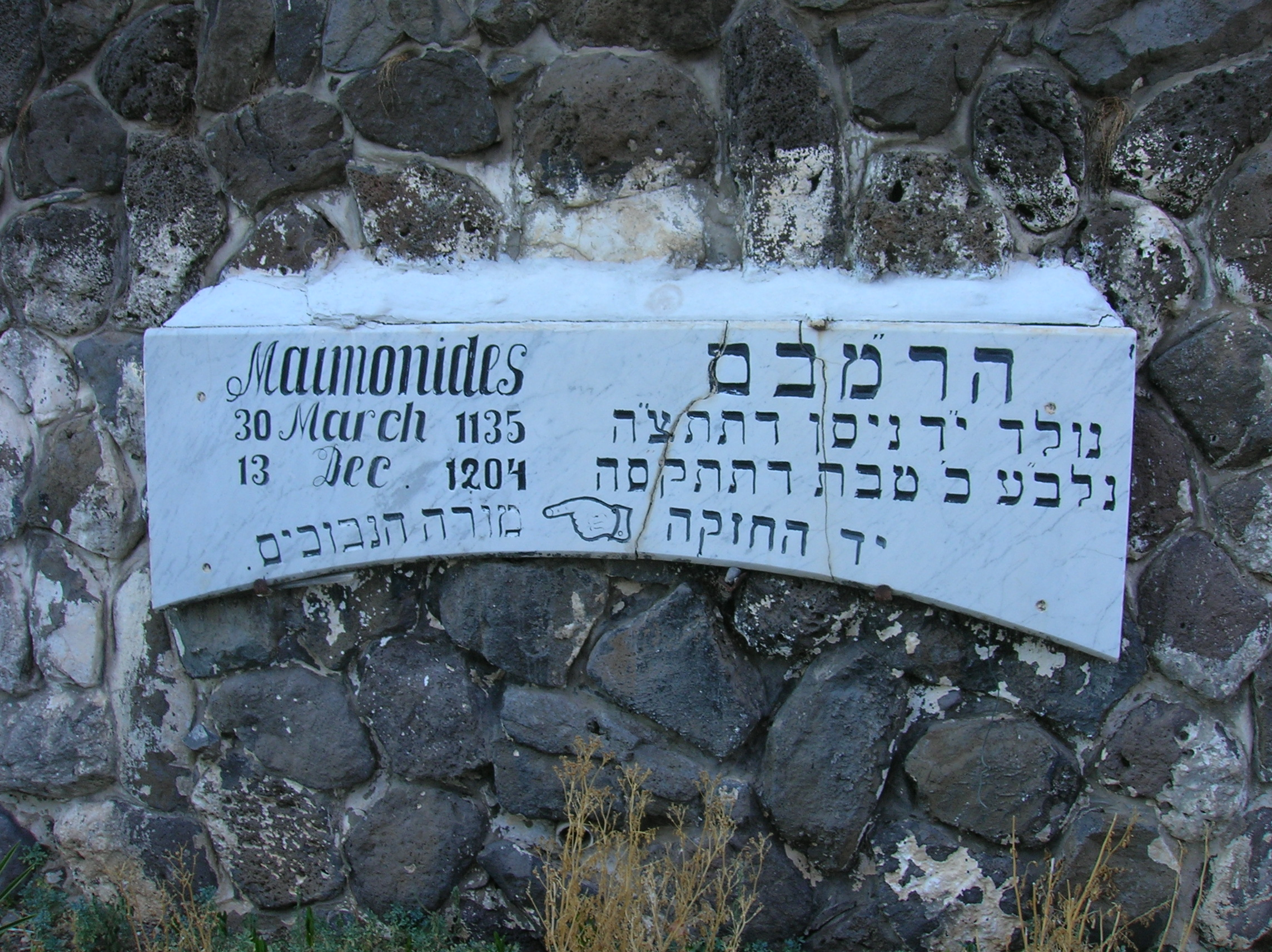
Tombe de Maïmonide à Tibériade, Israël.

- Le Guide des égarés (1190), trad. de l’arabe par Salomon Munk, Lagrasse, Verdier, 2012,  (ISBN 2864325616) (éd. revue, complétée et mise à jour), ou éd. A. Franck, Paris, 1856, disponible sur Archive: vol.1, vol.2 et vol.3.
- Les Huit Chapitres de Maïmonide ou Introduction à la Mishna d’Aboth. Maximes des Pères (de la Synagogue). Traduits de l’arabe par Jules Wolff. Rabbin de la Communauté israélite de Chaux-de-Fonds. Lausanne-Paris, 1912 (lire en ligne).
- Michné Torah (vers 1187), trad. de l’hébreu par Binyamin Appelbaum, Paris, Éditions du Beth Loubavitch (traduction en cours, plusieurs volumes déjà parus).
- Le Livre de la connaissance (premier des quatorze livres du Mishné Torah), trad. de Valentin Nikiprowetsky et André Zaoui, Paris, PUF, « Quadrige », 1996.
- Traité d’éthique (« Huit chapitres »), trad. de Rémi Brague, Paris, Desclée De Brouwer, 2001.
- Traité de logique, trad. de Rémi Brague, Paris, Desclée De Brouwer, 1996.
- Épîtres (sur la persécution, au Yémen [1172], sur la résurrection [1191], trad. de Jean de Hulster, Paris, Gallimard, « Tel », 1993.
- Maïmonide (trad. de l'hébreu par René Lévy), Lettre sur l'astrologie, Paris, Allia, 2001, 48 p. (ISBN 2-84485-037-5, lire en ligne [PDF]).
- Commentaires du « Traité des pères », par Maïmonide, Rachi, Rabbénou Yona, le Maharal de Prague et R. Hayim de Volozyne, trad. de l’hébreu par Éric Smilévitch, Lagrasse, Verdier/poche, 1990.
- "Traité des Huit Chapitres", traduit de l'arabe et édité par Ariel Toledano, Paris, Éditions In Press, 17 mars 2021, 142 pages  (ISBN 978-2848356754).
- Traité des poisons et des antidotes contre les drogues mortelles ou Epître à Al-Fadil, édité par Frank Svensen, préface d'Ariel Toledano, postface de Maurice-Ruben Hayoun, Paris, Les Indes savantes, septembre 2022.